# ميخائيل سكوت روهان
ميخائيل سكوت روهان (بالإنجليزية: Michael Scott Rohan)‏ هو كاتب بريطاني، ولد في 1951 في إدنبرة في المملكة المتحدة، وتوفي بنفس المكان في 12 أغسطس 2018.